# Elevazione (film)
Elevazione è un film muto italiano del 1920 diretto da Telemaco Ruggeri, ispirato al dramma L'elevazione di Henri Bernstein del 1917.